# Subgrup de l'estilbita
El subgrup de l'estilbita es refereix a un subgrup de zeolites que inclou la sèrie barrerita - estilbita-Ca - estilbita-Na i stel·lerita. Rep el nom del grec στιλβη "stilvi" ('brillantor').